# Championnat du Brésil de football américain
Le championnat du Brésil de football américain est organisé par la Confederação Brasileira de Futebol Americano (CBFA), la confédération brésilienne de football américain, qui est l’institution maximale de ce sport au Brésil. Elle est chargée de réglementer, d’organiser et de promouvoir le sport dans le pays. Outre le mode traditionnel du football américain, elle est également responsable du flag football (sans contact ou semi-contact) et du football américain de plage et gère les équipes nationales brésiliennes. Le poste de président est actuellement vacant depuis la démission de Rogério Pimentel, le 11 janvier 2019.

## Histoire
La Confédération est officiellement créée le 9 mars 2013 en remplacement de Associação de Futebol Americano do Brasil (AFAB), l'association de football américain du Brésil, créée en 2000. La transformation de l'AFAB en CBFA est approuvée à l'Assemblée générale de l'AFAB du 15 décembre 2012 à Curitiba. La confédération n'est pas reconnue par la Fédération internationale de football américain (IFAF).
Le 9 mars 2013, à Rio de Janeiro, s'est tenue la première assemblée générale ordinaire de la CBFA, qui définit le conseil d'administration de l'exercice 2013-2014, présidé par Flávio Cardia.
La fédération organise le championnat brésilien de football à partir de 2013. En 2016, son championnat et le tournoi Touchdown (l'autre championnat national existant) sont unifiés en un seul, le plus important de l'histoire brésilienne, avec 30 équipes dans la division élite et 31 en deuxième division. En 2017, dans la deuxième édition unifiée de l'élite du championnat national, il s'agit de la première édition dans laquelle l'association des clubs de football américain, la Brasil Futebol Americano (BFA), organise la compétition du même nom sous le sceau de la CBFA. La Ligue nationale de football américain, la deuxième division, également supervisée par la CBFA, est gérée par la ligue des clubs homonyme, la LNFA et la Liga Nordestina de Futebol Americano (LINEFA), la Ligue nord-est de football américain.

### Entités nationales et régionales
- Brasil Futebol Americano: une association d'équipes brésiliennes de football américain responsables de l'organisation de la compétition nationale du même nom, équivalente à la division d'élite du championnat brésilien géré par la CBFA depuis 2017[6],[7],[8].
- Liga Nacional de Futebol Americano: La LNFA, est une association d'équipes brésiliennes de football américain responsable de l'organisation de la compétition nationale homonyme masculine équivalente à la division 2 du Championnat brésilien de football américain. depuis 2017[9]. À partir de 2018, elle commence à organiser la compétition nationale féminine sous le sceau de la CBFA, la Copa do Brasil de Futebol Americano Feminino, la Coupe du Brésil de football américain féminin[10].
- Associação Nordestina de Futebol Americano: Association du football américain du nord-est (ANEFA), entité affiliée à la CBFA fondée en 2006, qui gère le football américain dans la région du nord-est du Brésil[11]. L'ANEFA organise en 2008 et 2009 le Nordeste Bowl, également connu sous NE Bowl, championnat inter-États de football du Nord-Est brésilien[12].
- Liga Nordestina de Futebol Americano: La Ligue de football américain du Nord-Est (LINEFA) est une association d'équipes de football du Nord-Est du Brésil, formée le 15 janvier 2011 par sept équipes de quatre États pour organiser le tournoi homonyme en 2011[13].

## Les équipes
| Conférence Sud       | Conférence Sud-Est       | Conférence Sud-Est       | Conférence Centre-Ouest | Conférence Nord-Est | Conférence Nord-Est   |
| Conférence Sud       | Groupe Est               | Groupe Ouest             | Conférence Centre-Ouest | Groupe Nord         | Groupe Sud            |
| -------------------- | ------------------------ | ------------------------ | ----------------------- | ------------------- | --------------------- |
| Coritiba Crocodiles  | América Locomotiva       | Galo FA                  | Brasília Templários     | Bulls Potiguares    | Cavalaria 2 de Julho  |
| Jaraguá Breakers     | Botafogo Reptiles        | Juiz de Fora Imperadores | Campo Grande Predadores | Ceará Caçadores     | João Pessoa Espectros |
| Juventude FA         | Corinthians Steamrollers | Portuguesa FA            | Cuiabá Arsenal          | Natal Scorpions     | Recife Mariners       |
| Paraná HP            | Flamengo Imperadores     | São Paulo Storm          | Leões de Judá           | UFERSA Petroleiros  | Tropa Campina         |
| Santa Maria Soldiers | Tritões FA               | Vasco da Gama Patriotas  | Sorriso Hornets         |                     |                       |
| São José Istepôs     |                          |                          | Tubarões do Cerrado     |                     |                       |
| Timbó Rex            |                          |                          | Goiânia Rednecks        |                     |                       |

## Palmarès
| Année | Champion                   | Score   | Finaliste               | Nb Éq | Nom championnat          |
| ----- | -------------------------- | ------- | ----------------------- | ----- | ------------------------ |
| 2009  | Rio de Janeiro Imperadores | 14 – 07 | São Paulo Storm         | 8     | Torneio Touchdown        |
| 2010  | Vila Velha Tritões         | 70 – 0  | Vasco da Gama Patriotas | 7     | Torneio Touchdown        |
| 2010  | Cuiabá Arsenal             | 49 – 21 | Coritiba Crocodiles     | 14    | Liga Brasileira          |
| 2011  | Corinthians Steamrollers   | 41 – 03 | Vila Velha Tritões      | 17    | Torneio Touchdown        |
| 2011  | Fluminense Imperadores     | 14 – 07 | Coritiba Crocodiles     | 12    | Liga Brasileira          |
| 2012  | Corinthians Steamrollers   | 30 – 12 | Vasco da Gama Patriotas | 18    | Torneio Touchdown        |
| 2012  | Cuiabá Arsenal             | 31 – 23 | Coritiba Crocodiles     | 34    | Campeonato Brasileiro    |
| 2013  | Jaraguá Breakers           | 15 – 11 | Flamengo FA             | 20    | Torneio Touchdown        |
| 2013  | Coritiba Crocodiles        | 23 – 14 | João Pessoa Espectros   | 33    | Campeonato Brasileiro    |
| 2014  | Vasco da Gama Patriotas    | 24 – 22 | Timbó Rex               | 20    | Torneio Touchdown        |
| 2014  | Coritiba Crocodiles        | 23 – 17 | João Pessoa Espectros   | 19    | Superliga Nacional       |
| 2015  | Timbó Rex                  | 28 – 09 | Vasco da Gama Patriotas | 16    | Torneio Touchdown        |
| 2015  | João Pessoa Espectros      | 23 – 22 | Coritiba Crocodiles     | 18    | Superliga Nacional       |
| 2016  | Timbó Rex                  | 36 – 24 | Flamengo FA             | 30    | Superliga Nacional       |
| 2017  | Sada Cruzeiro              | 30 – 13 | João Pessoa Espectros   | 30    | Brasil Futebol Americano |
| 2018  | Galo FA                    | 17 – 13 | João Pessoa Espectros   | 32    | Brasil Futebol Americano |
| 2019  | João Pessoa Espectros      | 45 – 21 | Timbó Rex               | 33    | Liga BFA - Elite         |